# Nicodemo el Hagiorita
Nicodemo el Hagiorita o San Nicodemo de la Montaña Sagrada (en idioma griego: Ὃσιος Νικόδημος ὁ ιγιορείτης; 1749 - 14 de julio de 1809). Es un santo de la Iglesia Ortodoxa. Fue un monje ascético, místico, teólogo y filósofo. El trabajo de su vida fue un renacimiento de las prácticas cristianas tradicionales y la literatura patrística. Escribió literatura de oración ascética e influyó en el redescubrimiento de Hesicasmo, un método de oración contemplativa del período bizantino. Él es más famoso por su trabajo con san Macario de Corinto en la antología de escritos espirituales monásticos conocidos como La Filocalia. Fue canonizado por el Patriarca Ecuménico de Constantinopla Atenágoras I, en 1955.

## Primeros años y educación
San Nicodemo nació Nikolaos Kallivroutsis (Νικόλαος Καλλιβρούτσης) en 1749 en la isla griega de Naxos, que en ese momento formaba parte del Imperio Otomano. De acuerdo con su biógrafo, poseía «gran agudeza mental, percepción precisa, brillo intelectual y gran memoria», cualidades que fueron evidentes para quienes lo ayudaron en su aprendizaje.
Pasó de la tutela de su párroco a la del archimandrita Chrysanthos, que era el hermano de san Cosme. Desde allí se dirigió a Esmirna (ahora Izmir, Turquía), donde estudió en la Escuela Evangélica. Aquí estudió teología, así como griego antiguo, latín, francés e italiano. La persecución de los turcos, que gobernó la mayor parte del mundo griego en ese momento, acortó su escolaridad, y regresó a Naxos en 1770.
Estudió en Esmirna, pero se vio obligado a abandonar sus estudios durante una época de persecución otomana. En 1775, entró en el monasterio de Dionisio en el Monte Athos.

## Vida monástica
Nicodemo conoció a San Macario de Corinto unos años después de regresar a su hogar y comenzó una amistad de por vida. Poco después, decidió abrazar la vida del monacato, siguiendo el ejemplo de tres monjes con los que se había encontrado, Gregory, Niphon y Arsenios. Estos hombres habían venido del Monte Athos, que había sido un importante centro monástico durante más de setecientos años, y convencieron a Nicodemo para ir allí también. Llegó en 1775, a la edad de veintiséis años.
Al ser tonsurado un monje, el nombre de Nikolaos él fue cambiado por el de Nicodemo, como es costumbre para los que habían abandonado el mundo exterior. Fue iniciado en la práctica del hesicasmo, un método de oración que implica quietud interior, respiración controlada y repetición de la «Oración de Jesús» —Señor Jesucristo, Hijo de Dios, ten misericordia de mí—. Nicodemo se alineó con los monjes conocidos como Kollyvades, que buscaban un renacimiento de las prácticas ortodoxas tradicionales y la literatura patrística, y pasaría el resto de su vida en el trabajo traduciendo y publicando esas obras. También escribiría muchos libros originales propios.
Murió el 14 de julio de 1809 en el Monte Athos y fue glorificado por la Iglesia Ortodoxa Griega el 31 de mayo de 1955. Se celebra su fiesta el 14 de julio.

## Obras principales
En cooperación con Macario de Corinto, Nicodemo compiló la Philokalia, que se convirtió en una importante obra sobre la espiritualidad monástica. Contiene algunas de las enseñanzas de muchos de los antiguos Padres del Desierto. Mientras compilaba la Philokalia, Nicodemo incluyó los títulos de varios pasajes tanto del Antiguo como del Nuevo Testamento basados únicamente en su propia memoria, ya que tenía una memoria fotográfica. También publicó ediciones modernas de otras escrituras teológicas, como las de Simeón el Nuevo Teólogo y Gregorio Palamás. Además, escribió obras originales, como el Pedalion, un tratado sobre el derecho canónico, y el Exomologetarion, una guía para confesores.
Otra de sus famosas obras es el Enchiridion of Counsels (1801), escrito por Nicodemo a sugerencia de su primo Hierotheos, que recientemente había sido nombrado obispo de Euripos. Este manual sobre la vida en religión, dirigida al clero y a los laicos cristianos por igual, continúa siendo influyente en la espiritualidad griega hasta el día de hoy. El trabajo ha sido descrito como un tratado teológico-ético que muestra tanto una profunda visión psicológica como una aguda mente científica.
No ignoró a los escritores espirituales occidentales, e incluso publicó traducciones de los Ejercicios espirituales de San Ignacio de Loyola y Il combattimiento espirituale de Lorenzo Scupoli.

## La Belleza salvará el mundo
El término Philokalia (φιλοκαλία) (amor al bien), utilizado para los textos, tiene como objetivo consagrar la historia de la Oración de Jesús y la práctica espiritual de esto, llamada hesicasmo. Es este amor por la belleza lo que revive y da fe a los que no tienen esperanza. La historia de la oración comienza con los primeros padres, incluido san Antonio el Grande, y el texto termina con san Gregorio Palamás. El título transmite la tradición contemplativa, en la medida en que enseña la comprensión del Reino de Dios interno o místico, dentro de cada persona. El espíritu de Dios es una brasa y uno debe cultivar la brasa en un fuego abierto. Este fuego perpetuo arde en el corazón, en amor por todas las cosas, que es compartir en la energía de Dios, que es amor.(9:24Levítico). Es dentro de la Filocalia donde uno aprende a navegar adecuadamente las pasiones y la depravación de la existencia llamada el Mundo. El objeto de la contemplación es «el amor de la belleza» o la belleza infinita, que es Dios. Porque si la existencia fuera realmente mala, no podría contener ni expresar belleza. Esta expresión transmite la verdad sobre la vida y el propósito divino (ascético) que el corazón aprende mediante la práctica de la Oración de Jesús, llamada Hesicasmo. Dios en sus energías es amor. Dios también es la fuente de todo lo que es verdaderamente hermoso, resplandeciente con la gloria divina. Es esta belleza, que sostuvieron los filósofos rusos, entre los que se pueden incluir a algunos escritores de ficción rusos como León Tolstói y Fiódor Dostoyevski —que también son conocidos como filósofos— que «salvará al mundo».